# Кіотський Імператорський палац
Кіотський Імператорський палац (яп. 京都御所, きょうとごしょ, кьото ґосьо) — палац Імператора Японії в районі Каміґьо міста Кіото. Використовувався протягом 14 — середини 19 століття як резиденція Імператорів та Імператорського двору. Перебуває під контролем Управління Імператорського двору Японії.

## Опис

### Історія

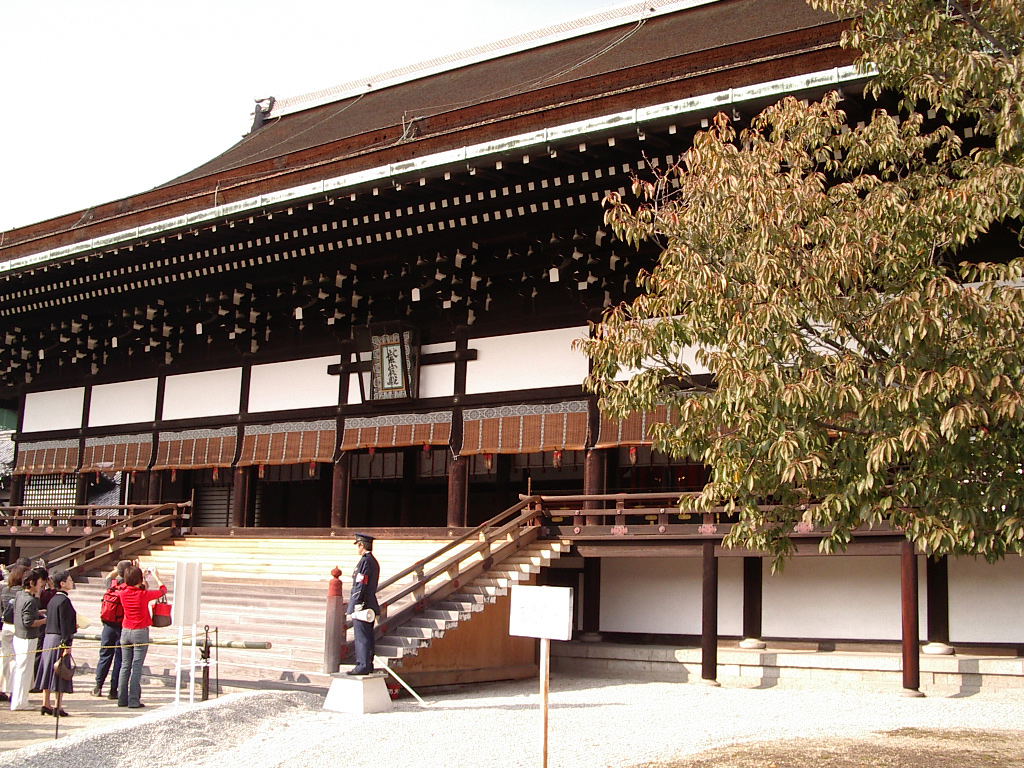
Тронна зала Сісін

794 року, після перенесення японської столиці до Хей'ану, майбутнього Кіото, в північно-центральній частині міста було споруджено Хей'анський Імператорський палац. Впродовж 8 — 13 століття він неодноразово реставрувався через зношеність і пожежі. В таких випадках резиденцію Імператора переміщували у тимчасовий Імператорський палац, який влаштовувався у маєтках підданих. Кіотський Імператорський палац — це один з таких тимчасових палаців, який став постійним місцем проживання Імператора та його двору після остаточного занепаду Хей'анського палацу в 14 столітті.
Кіотський палац розташовувався на території малого палацу Цутімікадо. Під час розколу Імператорського дому на північну і південну династії, він використовувався з 1331 року як резиденція Імператорів північної династії. Після об'єднання двох двох династій 1392 року, Кіотський палац став основним місцем перебування Імператорів Японії. Він двічі згорав дощенту у 1401 і 1443 роках, тривалий час не реставрувався через нестачу фінансів і остаточно занепав в ході самурайської смути Онін 1467—1476 років.
1569 року відбудову Кіотського Імператорського палацу почав регіональний володар Ода Нобунаґа, який захопив Кіото. Він звів основні монарші хороми, які займали невелику площу у 109,9м². Реставрацію продовжили його політичні наступники Тойотомі Хідейосі та Токуґава Ієясу, які розширили палац. Остаточно резиденція Імператора була завершена протягом 1620 — 1640-х років.
Кіотський палац неодноразово горів у 1653, 1661, 1673, 1708, 1788 роках. 1789 року голова сьоґунатського уряду Мацудайра Саданобу частково реставрував його, побудувавши декілька будівель у стилі Хей'анського палацу за проектом Урамацу Міцуйо. Попри це 1854 року Імператорський палац вкотре згорів і наступного року його знову повністю відреставрували. В такому вигляді палац зберігається дотепер.

### Будівлі

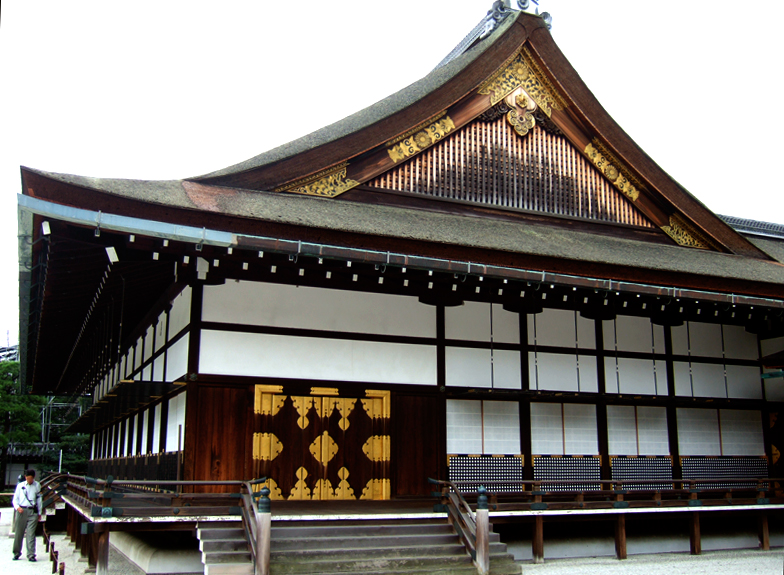
Малий палац Коґосьо

Протяжність Кіотського палацу з півночі на південь становить 450 м, а з заходу на схід — 250 м. Його територія огороджена білою стіною, що має шість воріт.
На півдні розташовані парадні ворота Кенрей, які виходять на південний двір, оточений трьома галереями: Сьомеймон, Ніккамон і Ґеккамон. В північній стороні двора стоїть головна тронна зала Сісін, а на північному заході від нього — помешкання монарха Сейрьо. На північному сході від зали знаходиться малий палац Коґосьо, Навчальна залао і зала Цуненоґоден. На сході від них розташовано Імператорський ставок. В північній частині Кіотського палацу знаходяться зали Імператриці, зали принців та принцес.
На південному сході від Кіотського палацу розташовано палац Імператриці-матері, що була збудована 1867 року, та палац екс-Імператора, збудований 1852 року. Разом із Кіотським палацом їх називають Кіотським Імператорським садом. Його загальна площа становить 90 м². До середини 20 століття складовими саду були маєтки столичних аристократів та імператорської сім'ї, збудовані обабіч Імператорського палацу. Станом на 1994 рік з них збереглася лише садиба роду Рейдзен, яка занесенеа до списку цінних культурних надбань Японії.
Кіотський Імператорський палац щорічно відкритий для відвідання в першій декаді квітня та другій декаді жовтня. В інші дні палац можна відвідати за наявності особливого дозволу Управління Імператорського двору Японії.